# Una notte per morire
Una notte per morire (Fanatic) è un film del 1965 diretto da Silvio Narizzano.

## Trama
Patricia Carroll, una giovane statunitense in vacanza a Londra, è mossa da un sentimento compassionevole e va a visitare la suocera dopo che questa ha perso il figlio. Ricevuta un'accoglienza calorosa (?) noterà, ben presto, di avere a che fare con una pazza fanatica della religione in cerca di redenzione.

## Curiosità
- È meglio conosciuto con il titolo usato per l'uscita negli Stati Uniti: Die! Die! My Darling!
- Nella parte della suocera, la famosa attrice di teatro, Tallulah Bankhead: in un ruolo che a parte la pazzia, ricalca in un certo qual modo la vita dell'attrice.[senza fonte]
- "Die! Die! My Darling!" è anche il titolo di una canzone del gruppo punk statunitense "Misfits"